# José Vicente Toribio
José Vicente Toribio Alcolea (* 22. Dezember 1985 in Socuéllamos) ist ein spanischer Radrennfahrer.

## Sportliche Laufbahn
Toribio gewann 2007 eine Etappe der Vuelta a Toledo und erhielt 2008 einen Vertrag beim UCI Continental Team Burgos Monumental Profi. 2009 gewann er den Circuito Deputación de Pontevedra sowie eine Etappe und die Gesamtwertung der Volta a Coruña, bevor er ab August als Stagiaire für die Mannschaft Andalucía-Cajasur fuhr.  Zur Saison 2010 wurde Toribio bei diesem Team  Profi und nahm an der Vuelta a España teil, die er auf Platz 129 in der Gesamtwertung beendete. 2011 gelang ihm mit dem Sieg auf der vierten Etappe der Portugal-Rundfahrt sein einziger Sieg bei einem internationalen Rennen in Europa. 
Zur Saison 2013 wechselte Toribio nach Japan, wo er zunächst zwei Jahre für das Team Ukyo fuhr und seit 2015 für das Team Matrix Powertag fährt. 2013 sowie 2017 entschied er jeweils Gesamtwertungen der Tour of East Java und der Tour de Kumano für sich. Sein bisher letzter internationaler Sieg ist der Gewinn der zweiten Etappe der Tour of Japan 2021.

## Erfolge
2011
- eine Etappe Portugal-Rundfahrt

2013
- Gesamtwertung und eine Etappe Tour of East Java

2017
- Gesamtwertung Tour de Kumano

2021
- eine Etappe Japan-Rundfahrt

## Grand-Tour-Platzierungen
| Grand Tour            | 2010 | 2011 | 2012 |
| --------------------- | ---- | ---- | ---- |
| Giro d’ItaliaGiro     | –    | –    | –    |
| Tour de FranceTour    | –    | –    | –    |
| Vuelta a EspañaVuelta | 127  | 133  | 133  |